# Берлинский трактат
Берли́нский тракта́т — международное соглашение, подписанное 1 (13) июля 1878 года как итог Берлинского конгресса. 

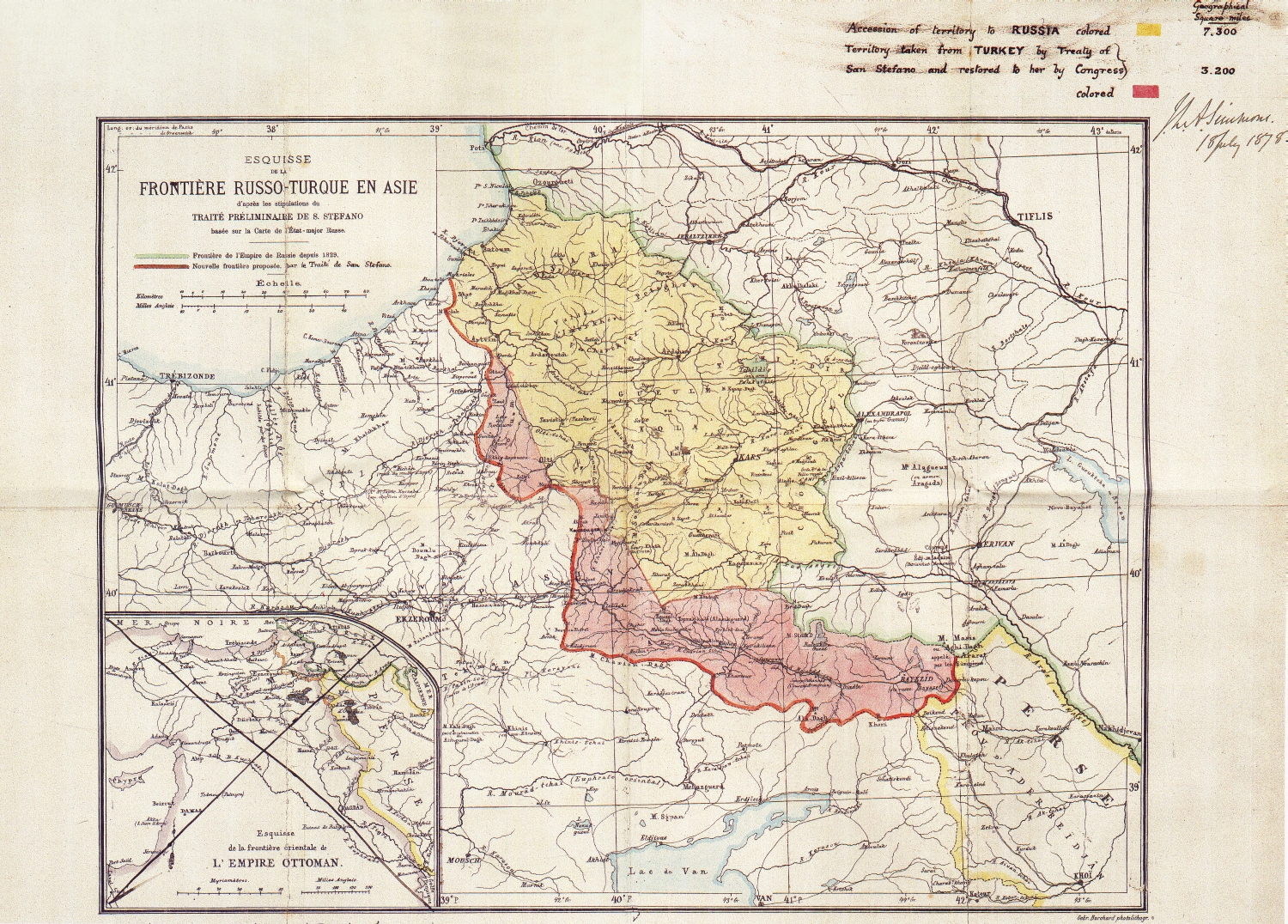
Территориальные изменения на Кавказе по итогам войны.
Жёлтым отмечены территории, отошедшие России по итогам Берлинского трактата.
Красным — перешедшие России по Сан-Стефанскому договору, но возвращённые Турции

Берлинский трактат явился завершением русско-турецкой войны 1877—1878 годов, участие в его заключении приняли великие державы, которые вынудили Россию и воевавшие на её стороне за свою независимость балканские государства к пересмотру прелиминарного Сан-Стефанского мирного договора. Трактат изменил условия ранее подписанного Сан-Стефанского договора в ущерб России, Болгарии и Черногории, их приобретения были сильно урезаны, а Австро-Венгрия и Англия получили даже определённые приобретения от войны, в которой не принимали участия их войска.

## Положения трактата
- Османская Болгария была разделена на три части:
  - вассальное княжество Болгария от Дуная до Балканских гор с центром в Софии;
  - болгарские земли к югу от Балканских гор образовали автономную провинцию Османской империи — Восточная Румелия с центром в Филиппополе;
  - Македония — земли до Адриатики и Эгейского моря возвращались Турции без каких-либо изменений в статусе.
- Болгария с центром в Софии объявлялась автономным княжеством, выборный глава которого утверждался султаном с согласия великих держав. Временное управление Болгарией до введения в ней конституции сохранялось за русским комиссаром, однако срок пребывания русских войск в Болгарии был ограничен 9 месяцами. Турецкие войска не имели права находиться в княжестве, но оно обязано было платить Турции ежегодную дань.
- Турция получала право охранять границы и Восточной Румелии силами только регулярных войск, расположенных в пограничных гарнизонах.
- Фракия и Албания оставались за Турцией. В этих провинциях, а также на Крите и в Турецкой Армении, Турция обязывалась провести реформу местного самоуправления в соответствии с органическим регламентом 1868 года, уравняв в правах христиан с мусульманами[2][3][4][5].
- Турция отказывалась в пользу Персии от прав на спорный пограничный город Хотур.38°28′17″ с. ш. 44°24′00″ в. д.HGЯO
- Была признана независимость Черногории, Сербии и Румынии.
- Территориальные приращения Черногории и Сербии, предусмотренные Сан-Стефанским договором были урезаны.
- Черногория, получившая на Адриатическом море порт Антивари, лишалась права иметь флот, а морской и санитарный контроль в этих водах передавался Австро-Венгрии.
- Территория Сербии несколько увеличивалась, но не за счёт Боснии, а за счёт земель, на которые претендовала Болгария.
- Румыния получала населённую в то время преимущественно болгарами Северную Добруджу и дельту Дуная.
- Австро-Венгрия добилась права на оккупацию Боснии и Герцеговины, а также держать гарнизоны между Сербией и Черногорией — в Новопазарском санджаке, который оставался за Турцией.
- Исправление греко-турецкой границы было предоставлено переговорам этих двух стран при посредничестве европейских держав в случае их неудачи. Окончательное решение об увеличении территории Греции было принято в 1880 году передачей Греции Фессалии и части Эпира.
- Гарантировалась свобода судоходства по Дунаю от Чёрного моря до Железных Ворот.
- Россия отказывалась от Баязета и Алашкертской долины и приобрела лишь Ардаган, Карс и Батум, в котором обязалась ввести режим порто-франко (порт свободной торговли). России возвращалась Южная Бессарабия[6].
- Реформы в местностях Османской империи, населённых армянами.

## Последствия

### Армянский вопрос
Благодаря усилиям русской дипломатии (прежде всего императора Александра II), армянский вопрос приобрёл мировое значение.
Под огромным давлением Великобритании, поддерживающей Турцию и не собирающейся считаться с ростом Российского влияния как на Балканах, так и в Закавказье, начался пересмотр результатов Сан-Стефанского мира. Дипломатическую поддержку Турции оказывала так же и Австро-Венгрия.
Узнав о пересмотре результатов соглашения, армянские делегации направились в Париж и Берлин, где ожидали содействие решению своего вопроса со стороны европейских держав, однако ни в одной из столиц двух государств её не нашли. Единственным заступником армян оставалась Россия.
Согласно статье 60 Берлинского трактата, Россия была обязана вернуть Турции два оккупированных района — Алашкертскую долину и город Баязет, и вместе с ними, тысячи армян были вынуждены оставить свои дома и переселиться на территорию Закавказья; а реформы, которые должны были осуществляться под контролем России, становились «коллективной ответственностью» европейских стран:

Статья 61: Блистательная Порта обязуется осуществить, без дальнейшего замедления, улучшения и реформы, вызываемые местными потребностями в областях, населенных армянами, и обеспечить их безопасность от черкесов и курдов. Она будет периодически сообщать о мерах, принятых ею для этой цели, державам, которые будут наблюдать за их применением
— Берлинский трактат
По сути, бо́льшая часть требований армянской делегации, направленных на защиту населения, аналогично предоставляемых другим христианским балканским народам, были просто проигнорированы в ходе конференции. Сразу после ухода русской армии началась новая волна погромов и грабежей армянского населения, которую не удавалось остановить на протяжении нескольких лет.
Возложение Берлинским трактатом на Турцию обязанности улучшить положение её армянского населения автоматически поставило вопрос о возможности допущения армян, считавшихся, как и все кавказские народы, нецивилизованными, в круг цивилизованных наций — поскольку по действовавшему в тот период международному праву нецивилизованная нация могла быть не более чем объектом действий цивилизованной нации, которой она подчинялась, без права вмешательства в это какой-либо другой стороны (в данном случае, великих держав, подписавших Берлинский трактат).

### Восточный вопрос
Берлинский трактат сохранял силу до Балканских войн 1912—1913, но часть его постановлений осталась невыполненной или была позднее изменена. Так, не были проведены в жизнь обещанные Турцией реформы местного самоуправления в областях, населённых христианами. Исполнение условий Берлинского трактата саботировалось правительством султана Абдул-Хамида II, который опасался, что реформы приведут к доминированию армян в восточной Турции и к установлению их независимости.
Абдул-Хамид заявил немецкому послу фон Радолину, что он скорее умрёт, чем уступит давлению армян и допустит проведение реформ, связанных с автономией. На основании Кипрской конвенции англичане направили в восточные провинции Османской империи своих консулов, которые подтвердили плохое обращение с армянами. В 1880 году шесть стран, подписавших Берлинский трактат, направили ноту Порте и потребовали конкретных реформ, «чтобы обеспечить безопасность жизни и собственности армян». Однако Турция не выполнила условия ноты, а предпринятые ею меры были охарактеризованы в британском консульском отчёте как «превосходный фарс». В 1882 году западные державы снова попытались добиться плана проведения реформ, однако эта инициатива была сорвана Бисмарком.
Болгария и Восточная Румелия в 1885 году слились в единое княжество. В 1886 году Россия отменила порто-франко в Батуме. В 1908 году Болгария объявила себя независимым от Турции царством, а Австро-Венгрия превратила оккупацию Боснии и Герцеговины в аннексию.
По свидетельству английского историка А. Тейлора, Берлинский трактат «явился своего рода водоразделом», которому предшествовали 30 лет войн, а после него установилось мирное время на 34 года. Однако за этой видимостью скрывалась напряжённая дипломатическая борьба, и угроза войны постоянно висела над Европой.